# 2962 Otto
2962 Otto este un asteroid din centura principală, descoperit pe 28 decembrie 1940 de Yrjö Väisälä.